# Susanna Manzoni
Susanna Manzoni (Terlizzi, 23 ottobre 1989) è una calciatrice italiana, di ruolo attaccante.

## Carriera
Susanna Manzoni è nata a Terlizzi, in provincia di Bari.
Si trasferisce sin dalla tenera età a Brescia (località San Polo) con la famiglia per motivi di lavoro, qui ha modo di mostrare le sue prime doti calcistiche in ambienti di oratorio con ragazzi dai 6 ai 13 anni, che la portano a crescere e maturare, ponendo le basi per un futuro calcistico.
La svolta avviene attraverso uno stage in cui, mettendosi in mostra viene vista da diverse società calcistiche femminili di serie A/B, la scelta ricade sul Poliplast Bardolino, dove viene inserita nella rosa primavera, con la quale realizza 55 reti solo nel primo anno, detenendo così il record di marcatrice Under-15 delle file veronesi.
Nell'estate 2004 Susanna Manzoni partecipa torneo di Mentone in Francia, mettendosi in luce vincendo tra l'altro come prima e unica squadra italiana. Pur non avendo ancora compiuto il 15º anno di età, viene subito messa a disposizione della prima squadra a Verona, da Walter Bucci prima e Renato Longega poi, per disputare il campionato 2004-2005, campionato che vede il Poliplast Bardolino vincere per la prima volta lo scudetto, con 53 punti, mentre la squadra primavera arriva seconda.
Nella stagione 2008-2009 Susanna Manzoni approda al Brescia C.F.. Incoronata come capocannoniere biancoazzurro, nel campionato 2009-2010 realizza 14 reti mettendo la firma anche sul gol dell’ultima partita giocata in casa contro l’Olbia, decisiva per la promozione in serie A.

## Palmarès
- Campionato italiano: 2

Bardolino: 2004-2005, 2006-2007
- Coppa Italia: 2

Bardolino: 2005-2006, 2006-2007
- Supercoppa italiana: 1

Bardolino: 2005
- Campionato italiano di Serie A2: 1

Brescia: 2008-2009
| Nazionalità italiana |                                              |                         |                         |
| Calcio femminile     |                                              |                         |                         |
| Ruolo                | Attaccante                                   |                         |                         |
|                      | Squadre di club                              |                         |                         |
| 2003-2004            | Regionale under 14                           | Regionale under 14      | Regionale under 14      |
| 2004-2005            | Poliplast Bardolino                          | Poliplast Bardolino     | Poliplast Bardolino     |
| 2005-2006            | Bardolino verona                             | Bardolino verona        | Bardolino verona        |
| 2006-2007            | Bardolino Verona                             | Bardolino Verona        | Bardolino Verona        |
| 2007-2008            | Brescia C.F.                                 | Brescia C.F.            | Brescia C.F.            |
| 2008-2009            | Brescia C.F.                                 | Brescia C.F.            | Brescia C.F.            |
| 2009-2010            | Brescia C.F.                                 | Brescia C.F.            | Brescia C.F.            |
| 2010-2011            | Olbia                                        | Olbia                   | Olbia                   |
| 2011-2012            | Villacidro                                   | Villacidro              | Villacidro              |
|                      |                                              |                         |                         |
| Palmarès             |                                              |                         |                         |
| 2003-2004            | Coppa regionale under14                      | Coppa regionale under14 | Coppa regionale under14 |
| 2004-2005            | 1º scudetto Serie A                          | Poliplast Bardolino     | Poliplast Bardolino     |
| 2005-2006            | Supercoppa italiana Rappresentativa under 17 | Bardolino Verona        | Bardolino Verona        |
| 2006-2007            | 2º scudetto Serie A                          | Bardolino Verona        | Bardolino Verona        |
| 2006-2007            | Coppa Italia                                 | Bardolino Verona        |                         |
| 2007-2008            | 3º scudetto Serie A                          | Bardolino Verona        | Bardolino Verona        |
| 2007-2008            | UEFA WOMEN'S CUP                             | UEFA WOMEN'S CUP        | UEFA WOMEN'S CUP        |
| 2008-2009            | Promozione in Serie A                        | Brescia C.F.            | Brescia C.F.            |
| 2011-2012            | Coppa Italia                                 | Brescia C.F.            |                         |
|                      |                                              |                         |                         |
|                      |                                              |                         |                         |